# 캄파리

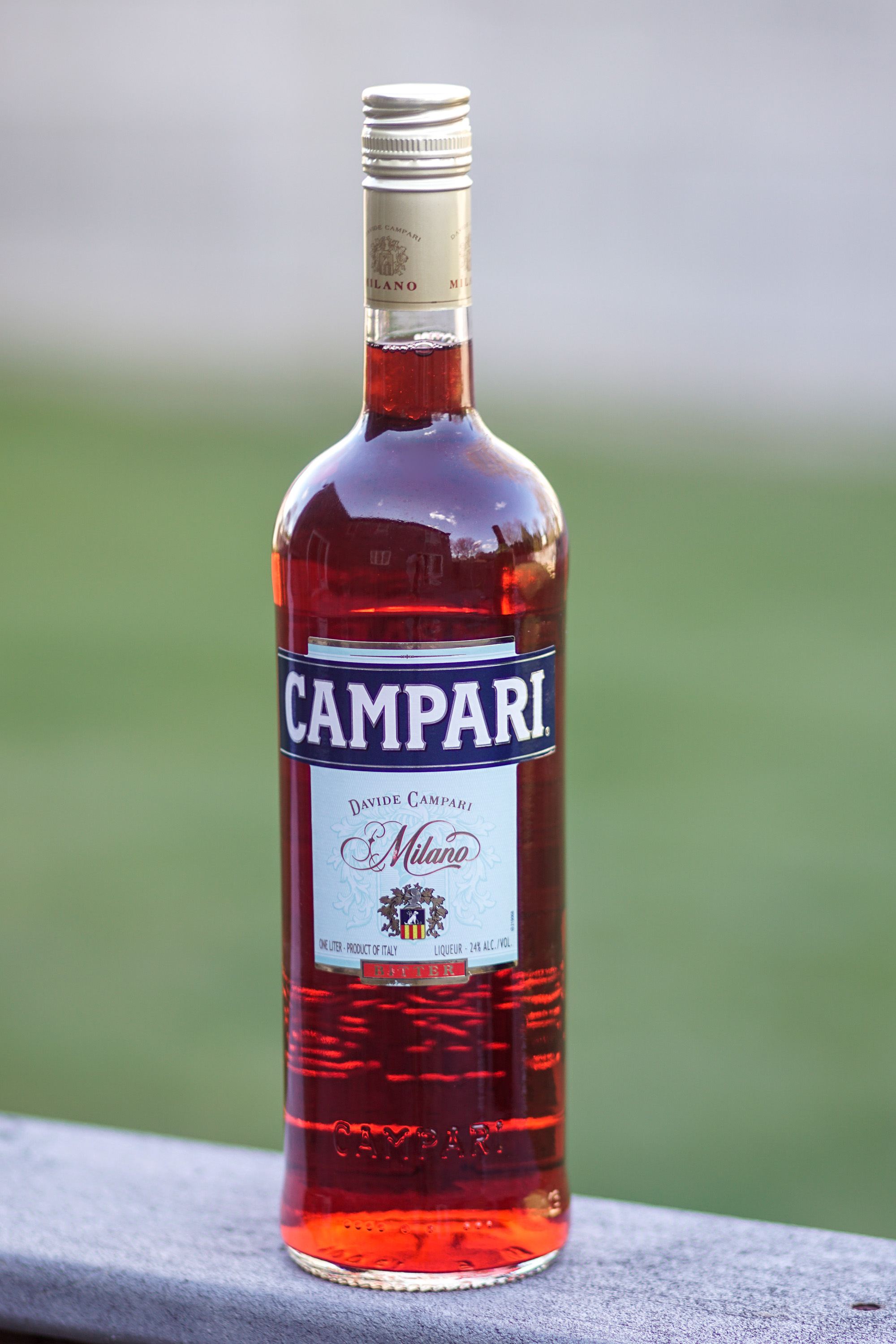

캄파리(이탈리아어: Campari)는 아페리티프(판매되는 국가에 따라 20.5%, 21%, 24%, 25%, 28.5% ABV)로 간주되는 이탈리아의 술로, 허브와 과일(치노토, 카스카릴라)을 알콜과 물에 우려내서 얻는다. 쓴 맛이 나며 어두운 빨간색이 특징이다.

## 역사
캄파리는 1860년 이탈리아 노바라의 가스파레 캄파리에 의해 발명되었다. 원래는 음료에 독특한 빨간색을 내기 위해 코치닐 곤충을 으깬 것에서 비롯된 카민 염료로 색을 냈다. 2006년 카민의 사용이 중단되었다.

## 같이 보기
- 아페롤